# Mats Björkman
Mats Olof Björkman, född 20 oktober 1926 i Folkärna församling, Kopparbergs län, död 2001, var en svensk psykolog.
Björkman, som var son till folkskollärare Olle Björkman och Hanna Lundberg, avlade folkskollärarexamen i Uppsala 1948, blev filosofie kandidat vid Stockholms högskola 1951, filosofie magister 1956, filosofie licentiat 1956 och filosofie doktor 1958. Han var folkskollärare i Folkärna landskommun 1948–1949, Mellansjö skolhem i Täby köping 1951, vikarierande lektor vid folkskoleseminariet i Stockholm 1956, biträdande lärare på psykologiska institutionen vid Stockholms högskola 1956, extra ordinarie docent i psykologi vid Stockholms högskola 1959, blev forskare i inlärningsproblem vid Statens råd för samhällsforskning 1961, professor i psykologi vid Umeå universitet 1966 och vid Uppsala universitet 1979.